# Rashidi Yekini
Rashidi Yekini (* 23. Oktober 1963 in Kaduna als Rasheed Yekini; † 4. Mai 2012 in Ibadan) war ein nigerianischer Fußballspieler. Er wurde meist auf der Position des Stürmers eingesetzt.

## Karriere

### Im Verein
Nachdem Rashidi Yekini bei seinem Heimatklub UNTL Kaduna debütiert hatte, wechselte er nach sechs Jahren in der nigerianischen Liga an die Elfenbeinküste zu Africa Sports. Von dort zog es ihn 1990 zu Vitória Setúbal nach Portugal, wo er die erfolgreichsten Jahre seiner Karriere verbrachte. In vier Jahren erzielte Yekini in 108 Spielen 90 Treffer für Setúbal. 1991/92 und 1992/93 wurde er dort mit 22 bzw. 34 Toren Torschützenkönig. Als erster Nigerianer wurde er daraufhin zu Afrikas Fußballer des Jahres 1993 gewählt. Nach der Weltmeisterschaft 1994 wechselte Yekini zu Olympiakos Piräus. Dort wurde er allerdings nicht glücklich und verließ den Klub nach nur einer Spielzeit. In der Folge verlief Yekinis Karriere nicht mehr erfolgreich. Weder bei Sporting Gijón, noch bei seiner Rückkehr zu Vitória Setúbal oder beim FC Zürich konnte er sich durchsetzen. Nach weiteren Stationen in Tunesien und Saudi-Arabien wechselte er zu Africa Sports zurück. Mit 39 Jahren kehrte Yekini 2002 nach Nigeria zum Julius Berger FC zurück. Dort beendete er 2003 eigentlich seine Laufbahn. Doch 2005 gab Yekini beim Gateway FC im Alter von 41 Jahren ein kurzes Comeback, bevor er endgültig seine Karriere abschloss.

### In der Nationalmannschaft
In 58 Spielen für die nigerianische Fußballnationalmannschaft erzielte Rashidi Yekini 37 Tore und ist damit Rekordtorschütze Nigerias. Yekini nahm an den Fußball-Weltmeisterschaften 1994, bei der er im Spiel gegen Bulgarien (3:0) den ersten Treffer seines Landes bei einer WM erzielte, und 1998 teil. 1994 gewann der afrikanische Fußballer des Jahres 1993 die afrikanische Kontinentalmeisterschaft, bei der er wie bereits 1992 Torschützenkönig des Turniers wurde. 1988 war er Teilnehmer am olympischen Fußballturnier.

## Tod
Am 4. Mai 2012 starb Yekini im Alter von 49 Jahren in einem privaten Krankenhaus in Ibadan nach kurzer schwerer Krankheit. Der bekennende Muslim wurde in seiner Heimat Kwara nach muslimischem Brauch beerdigt. Er hinterlässt drei Frauen und drei Kinder.